# 榆次新华中学
榆次新华中学原为中华人民共和国山西省榆次县新华中学，1983年榆次县与榆次市合并之后称榆次市新华中学。有高中部与初中部，现已经停办。

## 沿革
1983年榆次市县合并后，停办新华中学。在原址成立榆次第一职业中学

## 历史

### 高中部
两届四个班：
- 1982年入学的一班、二班。学制二年，1984年毕业。
- 1983年入学的三班、四班。学制三年，1986年毕业。

### 初中部
初中部学制三年，在高中部停办后还办了几年。

## 历任校长
王桂玲

## 校园
学校位于榆次城猫儿岭东，属于源涡村地面，后将前面的街道命名为新华街。

## 校友会
高中部首届、次届都有活动。初中也举办过联谊活动。